# Agència Central de Notícies de Corea
L'Agència Central de Notícies de Corea (KCNA) és l'agència de notícies pública de Corea del Nord. Es va fundar el 5 de desembre de 1946. KCNA treballa sota la supervisió del Comitè Central de Radiodifusió de Corea, que al seu torn depèn del Departament de Propaganda i Agitació del Partit del Treball de Corea.

## Història
El desembre de 1996, KCNA va començar a publicar informació a internet amb un servidor web ubicat al Japó. A més del coreà, publica notícies traduïdes a l'anglès, rus, xinès, japonès i castellà. L'accés al seu lloc web, juntament amb altres llocs de notícies de Corea del Nord, han estat bloquejats per Corea del Sud des del 2004 i només s'hi pot accedir amb autorització governamental.
Amb la seu principal a la capital Pyongyang, KCNA té acords d'intercanvi informatiu amb unes 46 agències de notícies estrangeres, com TASS o Xinhua, i corresponsals i oficines a sis països. KCNA també col·labora amb Reuters i Associated Press, que té una oficina permanent a Pyongyang. L'agència dona feina a 800 persones.
Segons el seu lloc web, KCNA «parla en nom del Partit del Treball de Corea i del govern de la RPDC». L'agència ha estat descrita com l'«òrgan oficial». El juny de 1964, en una de les seves primeres activitats oficials, Kim Jong-il va visitar la seu de KCNA i va declarar que l'agència hauria d'estar «propagant la ideologia revolucionària de Kim Il-sung a tot el món».
Com a tradició des de 1996, KCNA, conjuntament amb els tres principals diaris de Corea del Nord, publicava un editorial de cap d'any que descrivia les polítiques principals del país per a l'any entrant. Els editorials solien elogiar el Songun, el govern i el lideratge, i fomentaven el creixement de la nació. També eren crítiques amb les polítiques de Corea del Sud, Japó, els Estats Units d'Amèrica i els governs occidentals contraris al país. L'1 de gener de 2006 l'agència va enviar un editorial conjunt dels diaris estatals de Corea del Nord demanant la retirada de l'exèrcit dels Estats Units d'Amèrica de Corea del Sud i fent diverses referències a la reunificació coreana.
Aquesta pràctica va acabar el 2013 quan Kim Jong-un va pronunciar el primer discurs de cap d'any per la televisió als seus 19 anys.